# Resolutie 1779 Veiligheidsraad Verenigde Naties
Resolutie 1779 van de Veiligheidsraad van de Verenigde Naties werd op 28 september 2007 met unaniem door de VN-Veiligheidsraad aangenomen en verlengde het waarnemingspanel dat toezag op het wapenembargo tegen Darfur met ruim een jaar.

## Achtergrond
Al in de jaren 1950 was zwarte zuiden van Soedan in opstand gekomen tegen het overheersende Arabische noorden. De vondst van aardolie in het zuiden maakte het conflict er enkel maar moeilijker op. In 2002 kwam er een staakt-het-vuren en werden afspraken gemaakt over de verdeling van de olie-inkomsten. Verschillende rebellengroepen waren hiermee niet tevreden en in 2003 ontstond het conflict in Darfur tussen deze rebellen en de door de regering gesteunde janjaweed-milities. Die laatsten gingen over tot etnische zuiveringen en in de volgende jaren werden in Darfur grove mensenrechtenschendingen gepleegd waardoor miljoenen mensen op de vlucht sloegen.

## Inhoud

### Waarnemingen
De VN-Veiligheidsraad bleef zich verbinden aan de volledige uitvoering van het vredesakkoord van 9 januari 2005 en het overeengekomen raamwerk om het conflict in Darfur op te lossen en het geweld en de wreedheden er ten einde te brengen. Men betreurde dat het akkoord niet door alle ondertekenaars en partijen in het conflict werd uitgevoerd.
Men herhaalde ook de bezorgdheid over het geweld, de straffeloosheid en de verslechterende humanitaire situatie die zo werd veroorzaakt. Men was verder bezorgd om de veiligheid van de bevolking en hulpverleners alsook de toegang van de bevolking in nood tot die hulpverlening. Alle partijen in Darfur werden opgeroepen de offensieven onmiddellijk te staken.
Voorts eiste de Veiligheidsraad opnieuw dat er geen luchtbombardementen meer zouden zijn en dat hier geen vliegtuigen met VN-markeringen meer voor gebruikt zouden worden. Op alle partijen werd ook aangedrongen deel te nemen aan de onderhandelingen in Libië op 27 oktober.

### Handelingen
De Veiligheidsraad besliste het mandaat van het toenmalige panel van experts dat krachtens resolutie 1591 toezag op het wapenembargo tegen Darfur te verlengen tot 15 oktober 2008. Het panel werd gevraagd te coördineren met de AU-AMIS- en de AU/VN-UNAMID-operaties in de regio. Ten slotte werd op alle landen, VN-organen, de AU en andere betrokken partijen aangedrongen hun medewerking te verlenen aan het panel door vooral informatie te verschaffen.

## Verwante resoluties
- Resolutie 1755 Veiligheidsraad Verenigde Naties
- Resolutie 1769 Veiligheidsraad Verenigde Naties
- Resolutie 1784 Veiligheidsraad Verenigde Naties
- Resolutie 1812 Veiligheidsraad Verenigde Naties (2008)

Lijst ·  1739 ·  1740 ·  1741 ·  1742 ·  1743 ·  1744 ·  1745 ·  1746 ·  1747 ·  1748 ·  1749 ·  1750 ·  1751 ·  1752 ·  1753 ·  1754 ·  1755 ·  1756 ·  1757 ·  1758 ·  1759 ·  1760 ·  1761 ·  1762 ·  1763 ·  1764 ·  1765 ·  1766 ·  1767 ·  1768 ·  1769 ·  1770 ·  1771 ·  1772 ·  1773 ·  1774 ·  1775 ·  1776 ·  1777 ·  1778 ·  1779 ·  1780 ·  1781 ·  1782 ·  1783 ·  1784 ·  1785 ·  1786 ·  1787 ·  1788 ·  1789 ·  1790 ·  1791 ·  1792 ·  1793 ·  1794